# 卡塔尔地理
卡塔尔国位于波斯湾南岸卡塔尔半岛，西临巴林湾和塞勒瓦湾。战略地位重要。南与沙特阿拉伯和阿拉伯联合酋长国接壤，西北与巴林隔海相望。原为海岛，后因泥沙淤积才与大陆相连。半岛南北长约160公里，东西宽约80公里。全境地势平坦，西部略高，多为沙漠和半沙漠。境内无常年有水的河流和湖泊。属热带沙漠气侯，炎热干燥，沿岸潮湿。四季不很明显，夏季炎热漫长，最高气温可达46℃；冬季凉爽干燥，最低气温７℃。年平均降水量仅125毫米。